# Noáin
Noáin ou Valle de Elorz (em castelhano) ou Noain Elortzibar (em basco) é um município da Espanha na província e comunidade foral (autónoma) de Navarra. Tem 48,07 km² de área e em 2021 tinha 8 354 habitantes (densidade: 173,8 hab./km²).

## Demografia
| Variação demográfica do município entre 1991 e 2004 | Variação demográfica do município entre 1991 e 2004 | Variação demográfica do município entre 1991 e 2004 | Variação demográfica do município entre 1991 e 2004 |
| --------------------------------------------------- | --------------------------------------------------- | --------------------------------------------------- | --------------------------------------------------- |
| 1991                                                | 1996                                                | 2001                                                | 2004                                                |
| 3702                                                | 3857                                                | 4060                                                | 4254                                                |